# 아마두 사노고

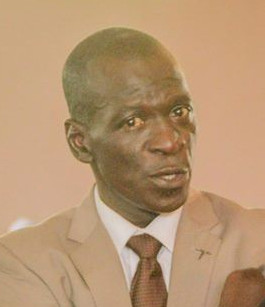
아마두 사노고 (2016)

아마두 사노고(Amadou Sanogo, (1972년 또는 1973년 ~ )는 말리의 정치인이다. 아마두 투마니 투레를 쿠데타로 축출하고 말리의 실권을 장악하였다.